# Замок Дюрнштайн (Штирія)
Замок Дюрнштайн (Штирія) розміщений біля громади Дюрнштайн округу Мурау (округ) землі Штирія у Австрії.

## Історія

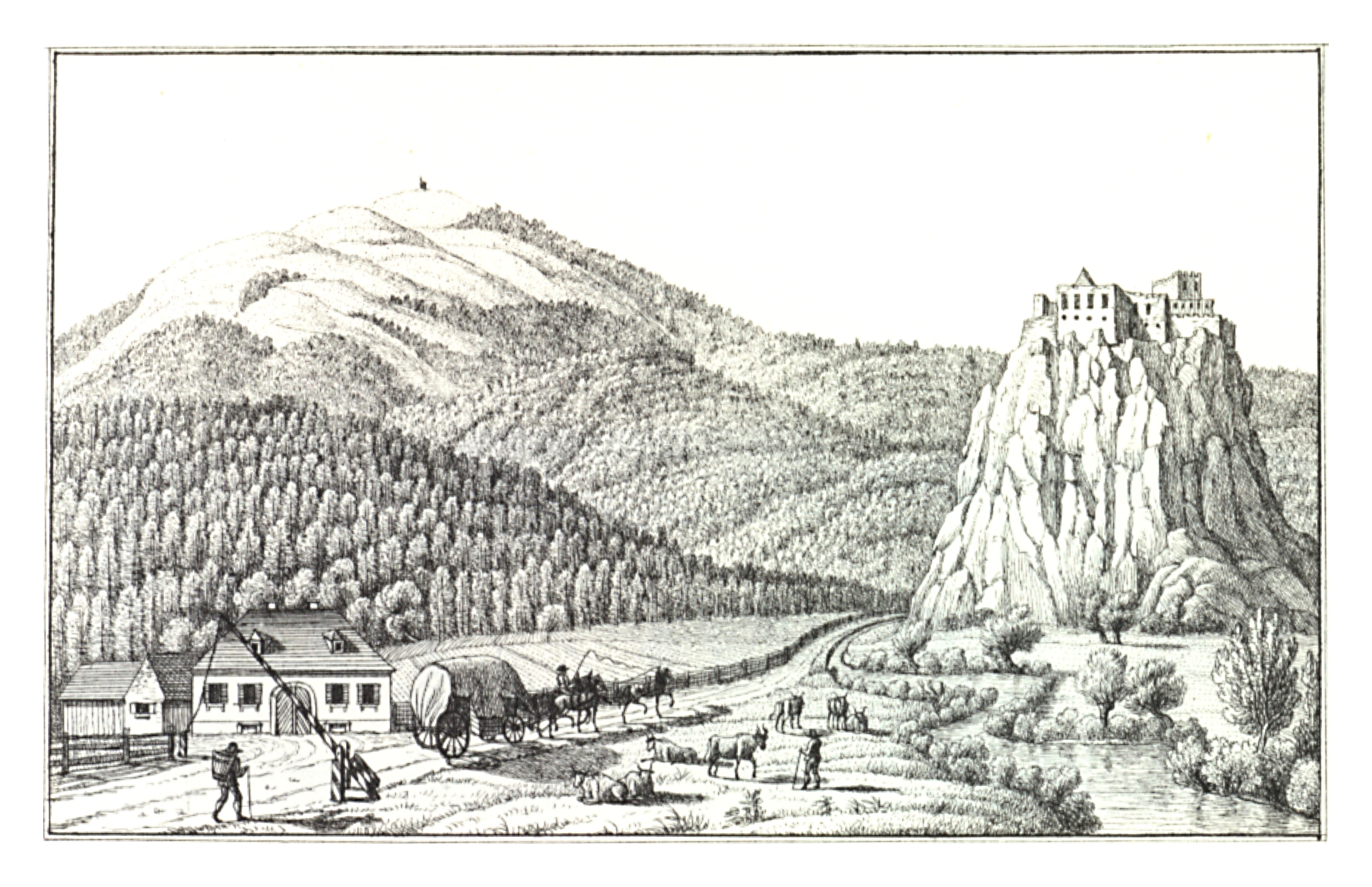
Кордон поміж Каринтією і Штирією. 1820

Замок звели герцоги Каринтії у стратегічно вигідному місці колишнього кордону Штирії і Каринтії над т. зв. "Італійською головною вулицею" (нім. italienische Hauptstraße). Вперше згаданий 1144 як "CASTRUM Dierstein". Маркграф Штирії Леопольд І надав замок своєму міністеріалу, з якого почалась династія фон Дюрнштайн, що вигасла 1192. Тоді замок перейшов до Габсбургів, які передали його своєму міністеріалу з роду Вільдонер (нім. Wildoner). Замок захопили герцоги Штирії (1299), що підвели 1500 до замку водогін. Добре укріплений замок не вдалось захопити угорцям, туркам наприкінці XV ст. Герцоги володіли ним до 1608 р., передаючи його у володіння своїм підданим. Замок почав занепадати наприкінці XVI ст. і з 1610 власник єпископ Ганс Якоб фон Гурк його закинув, оскільки його цікавили виключно ліси. Руїни замку використали 1809 австрійці проти наступаючої французької армії. У середині ХІХ ст. єпархія Гурка подарувала руїни замку громаді Дюрнштайну.